# Бранко Чучак
Бранко Чучак (Сарајево, 1. јул 1948 — Источно Сарајево, 11. децембар 2008) био је српски пјесник и књижевник. Поезија Бранка Чучка је уврштена у више антологија, а његова дјела су превођена на многе језике. Његова поезија уврштена је у антологију српског пјесништва на њемачком језику. Ријеч је о Антологији српске поезије друге половине 20. вијека, под насловом "Десет дека душе" објављена у Лајпцигу 2011. године. Приређивач антологије је чувени њемачки писац Роберт Ходел, који је одабрао 28 српских пјесника рођених између 1940. и 1960. године, гдје се на првом мјесту у антологији налази Бранко Чучак, са седам пјесама из његових различитих збирки.
Одрастао је у Хан Пијеску, а у Сарајеву је завршио Учитељску школу и студирао на Филозофском факултету, гдје је живио до избијања рата. Послије завршетка сукоба живио је једно вријеме у Бања Луци, да би се касније вратио у родни град. Током живота стварао је у Хан Пијеску, Сарајеву и Бањој Луци. Умро је 11. децембра 2008. године у болници Касиндол у Источном Сарајеву. Сахрањен је на градском гробљу у Хан Пијеску.
Сваке године марта мјесеца у организацији Народне библиотеке "Бранко Чучак" одржава се књижевна манифестација Чучкови књижевни сусрети.

## Дјела
- "О ништа и осталом" (1971),
- "Жестока мармелада" (1976),
- "Во у купусу" (1981),
- "Психички изглед" (1984),
- "Умијеће гутања кнедле" (1988),
- "Писана малим словима" (1990),
- "Помрчина виа Чамотиња" (1995),
- "Дирљиви магацин" (1996),
- "Лупа чекића у ремонтном заводу" (1996),
- "Мрсна перница" (1997),
- "Штипаљком за вјетар" (Изабрани стихови, 2000. године),
- "Горио к'о ове новине" (2002).
- "Човјече, у животу нисам чуо овако тужну причу" (2004).
- "Ову би воду требало окупати "(2005).
- "Као након добро обраног бостана" (2008).
- Осим збирки поезије, потписао је књигу колумни: "Чуво сам Титу", као и књигу новелета "Ива путује радничком класом".
- Књижевни таленат исказао је и у романима: "Ми се знамо од посљедњег дана", и "Љута битка за собу Шарлот".